# Чемпионат России по боевому самбо 2013
Чемпионат России по боевому самбо 2013 года проходил в городе Губкин с 22 по 25 февраля.

## Медалисты
| Весовая категория | Золото                                     | Серебро                               | Бронза                                                                |
| ----------------- | ------------------------------------------ | ------------------------------------- | --------------------------------------------------------------------- |
| до 52 кг          | Анатолий Стишак Санкт-Петербург            | Амыр Бакрасов Алтайский край          | Эрадж Рахимов Ярославская область Артуш Асрян Карелия                 |
| до 57 кг          | Алексей Ебечеков Алтайский край            | Али Багаутинов Москва                 | Велимурад Алхасов Москва Аскер Барагунов Краснодарский край           |
| до 62 кг          | Имран Джавадов Нижегородская область       | Узаир Лабазанов Саратовская область   | Эжер Енчинов Алтайский край Мустафа Саидрахмонов Адыгея               |
| до 68 кг          | Руслан Гасанханов Дагестан                 | Артур Тархатов Алтайский край         | Алексей Невзоров Белгородская область Арам Хамаян Ростовская область  |
| до 74 кг          | Шамиль Гасанханов Саратовская область      | Александр Панов Саратовская область   | Ислам Махачев Нижегородская область Байзет Хатхоху Адыгея             |
| до 82 кг          | Мурад Керимов Москва                       | Дмитрий Самойлов Белгородская область | Сергей Яковлев Нижегородская область Алексей Иванов Москва            |
| до 90 кг          | Вячеслав Василевский Нижегородская область | Магомед Магомедов Москва              | Константин Стрябков Белгородская область Хамид Хамзатханов Адыгея     |
| до 100 кг         | Вадим Немков Белгородская область          | Максим Футин Нижегородская область    | Михаил Мохнаткин Санкт-Петербург Мурат Гугов Кабардино-Балкария       |
| свыше 100 кг      | Кирилл Сидельников Белгородская область    | Денис Гольцов Санкт-Петербург         | Алексей Князев Забайкальский край Олег Беленький Белгородская область |

## Командный зачёт

### Округа
1. Приволжский федеральный округ;
2. Центральный федеральный округ;
3. Сибирский федеральный округ.

### Субъекты
1. Белгородская область;
2. Нижегородская область;
3. Алтайский край.